# ليموني سول غاردا
ليموني سول غاردا Limone sul Garda هي مدينة جميلة في شمال إيطاليا تقع على الشاطيء الغربي لبحيرة غاردا وتتبع مقاطعة بريسكيا في لومباردي. يبلغ عدد سكان تلك المدينة نحو 17.000 نسمة. كانت تعمل في الماضي في صيد الأسماك وأصبحت الآن من المقاصد السياحية المرموقة، وبها العديد من الفنادق والمحلات التجارية والحانات وبيوت سياحية للتأجير وخاصة في الصيف. يوجد في ليموني مينائين: «بورتو فيكيو» و «بورتو نوفو».
تقع ليموني جنوبا من ريفا دل غاردا ويوصل بينهما طريق بري يبلغ طوله نحو 14 كيلومتر، كما تشبكهما معبرات بحرية منها الكبير القادر على نقل السيارات أيضا، ومنها الصغير السريع الذي يصل إلى غاردا وإلى سيرميوني في أقصى جنوب بحيرة غاردا.
ربما لم تنشأ تسمية ليموني من كثرة مزارع المولح في منطقتها، وإنما تعود إلى الكلمة الرومانية
limes ومعناها «الحدود». ولكن على الرغم من ذلك فتشتهر المدينة بموالحها التي تتاجر فيها على جميع الاشكال من ثمار مختلفة وعصائر وروائح.
يزور نحو 10.000 سائح مدينة ليموني يوميا خلال فترة الصيف. وقد اعدت لهم بلدية المدينة أماكن كافية لركن السيارات على حافة المدينة، حيث أن المدينة القديمة لا تسير فيها السيارات.

## السكان
في سنة 1861 بلغ عدد السكان 548 نسمة، وتطور العدد ليصل في سنة 2011 لـ 1٬151 نسمة.
يظهر هذا المخطط البياني تطور النمو السكاني لـ ليموني سول غاردا

## الصحة
لاحظ الأطباء أن سكان مدينة ليموني يتمتعون بصحة جيدة، ومهم من يعيش طويلا بطريقة غير عادية حيث من كل ألف من السكان يوجد بينهم 12 شخص تعدى عمره المئة سنة. وقد فحصت تلك الظاهرة رجوعا حتى القرن السابع عشر. وبالبحث العلمي استطاع العلماء في عام 1979 العثور علي نوع من «الأبولي بروتين» يسمى ApoA-1 Milano
في دم هؤلاء السكان، وهو ينتج نوعا من الكلسترول عالي الكثافة، وهو يخفض من انسداد الشرايين، ويقلل من الإصابة بأمراض القلب.
ربما يعود ذلك إلى طريقة غذاء الناس هناك حيث يكثرون من أكل السمك والموالح وزيت الزيتون والكروم والخضروات.

## المعالم السياحية

### كنيسة سان بنيديتو
بنيت كنيسة سان بنيديتو في عام 1691 بتصميم من «أندرياس بارنيس» على أنقاض معبد روماني قديم. تزين الكنيسة لوحات فنية من «أندريا سيليستي» من القرن الخامس عشر.

### مصلى سان روكو
بني مصلى سان روكو في القرن السادس عشر. وقد تهدم خلال الحرب العالمية الأولى، وأعيد بنائه ويستخدم في أقامة الشعائر الدينية.

## صور من ليموني

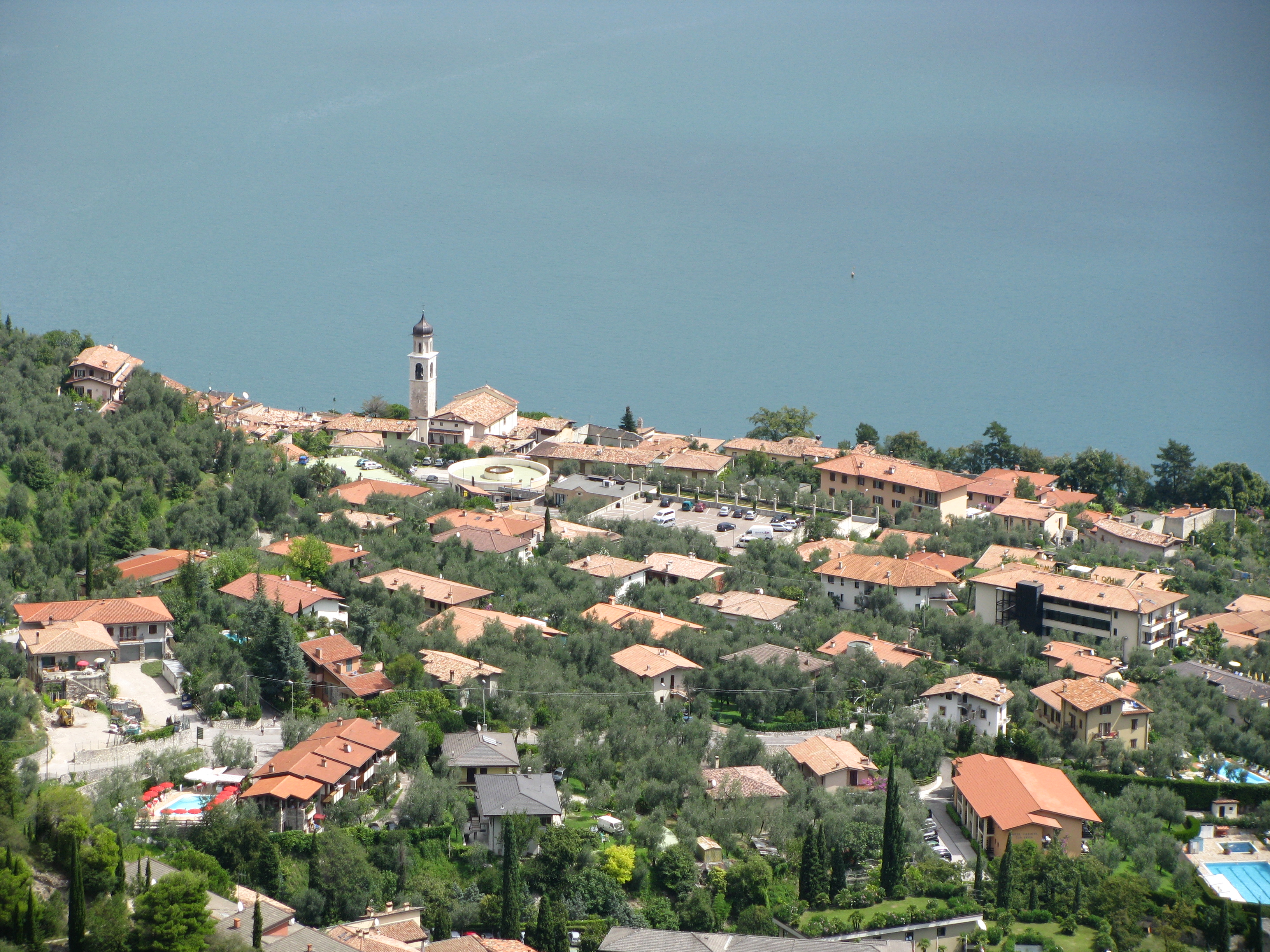
منظر من الجبل
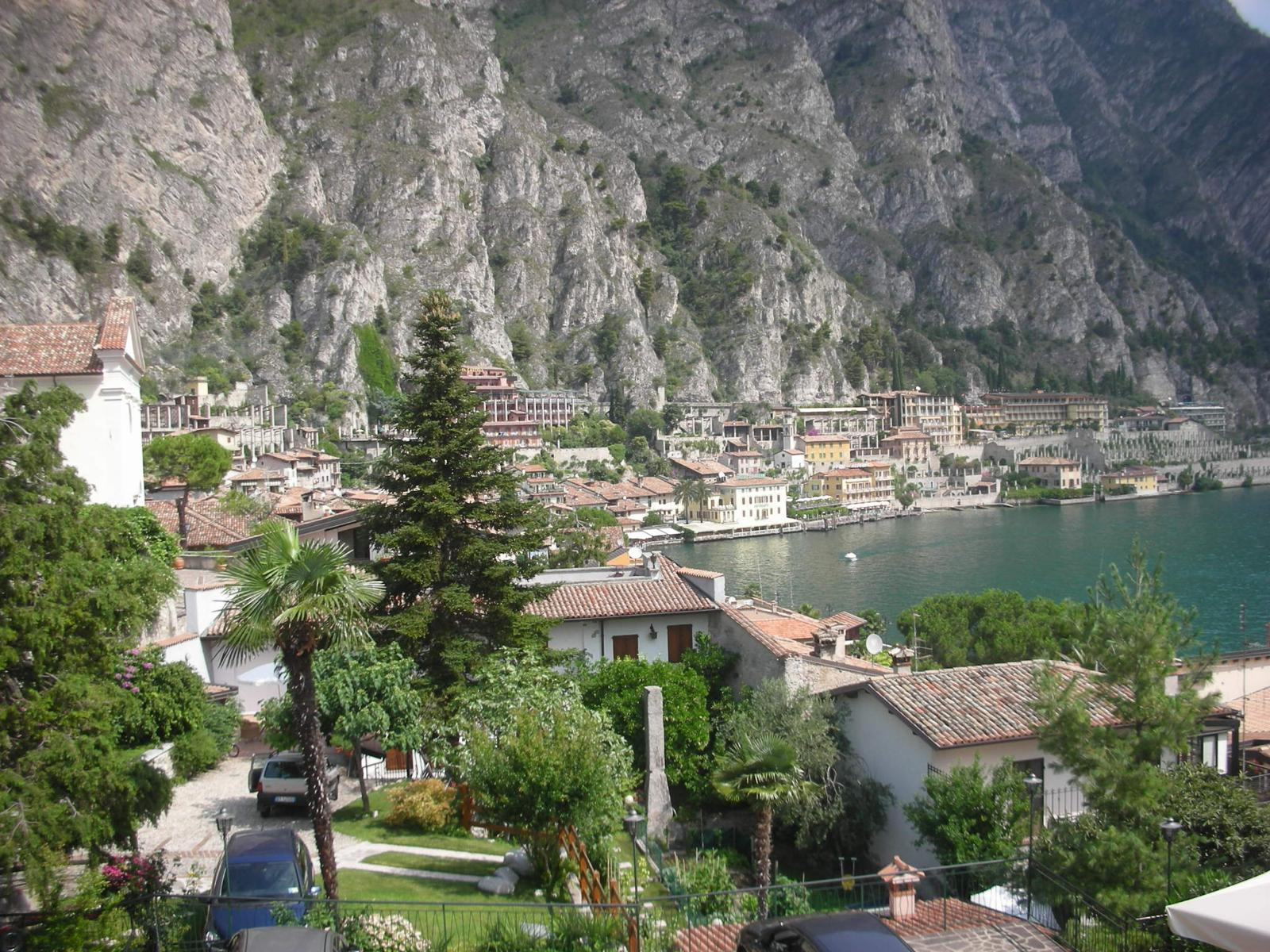
منظر من وسط المدينة على المدينة القديمة
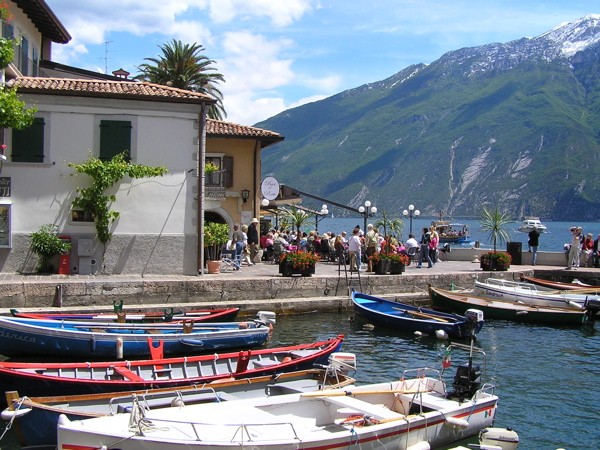
الميناء
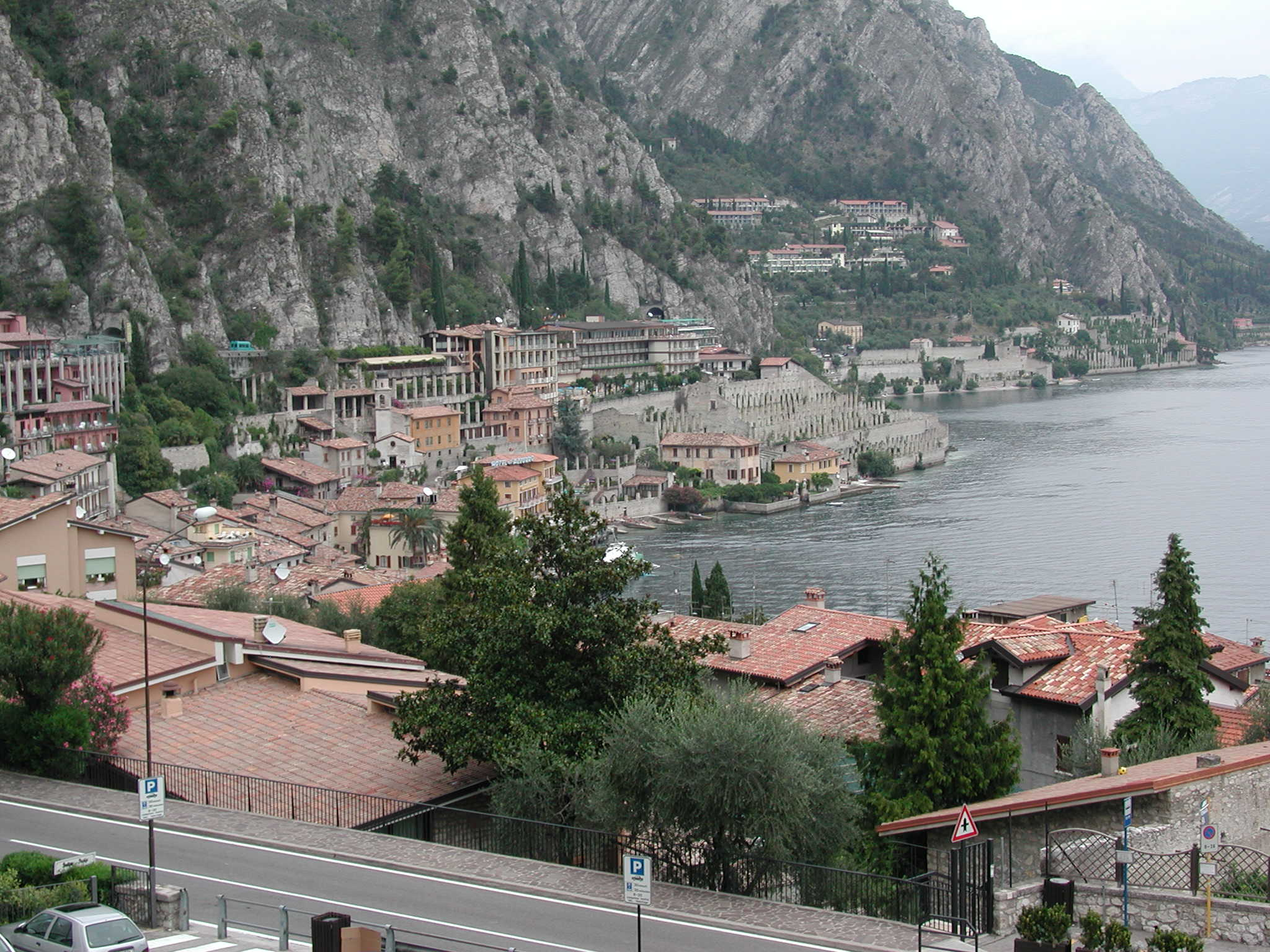
صورة شاملة
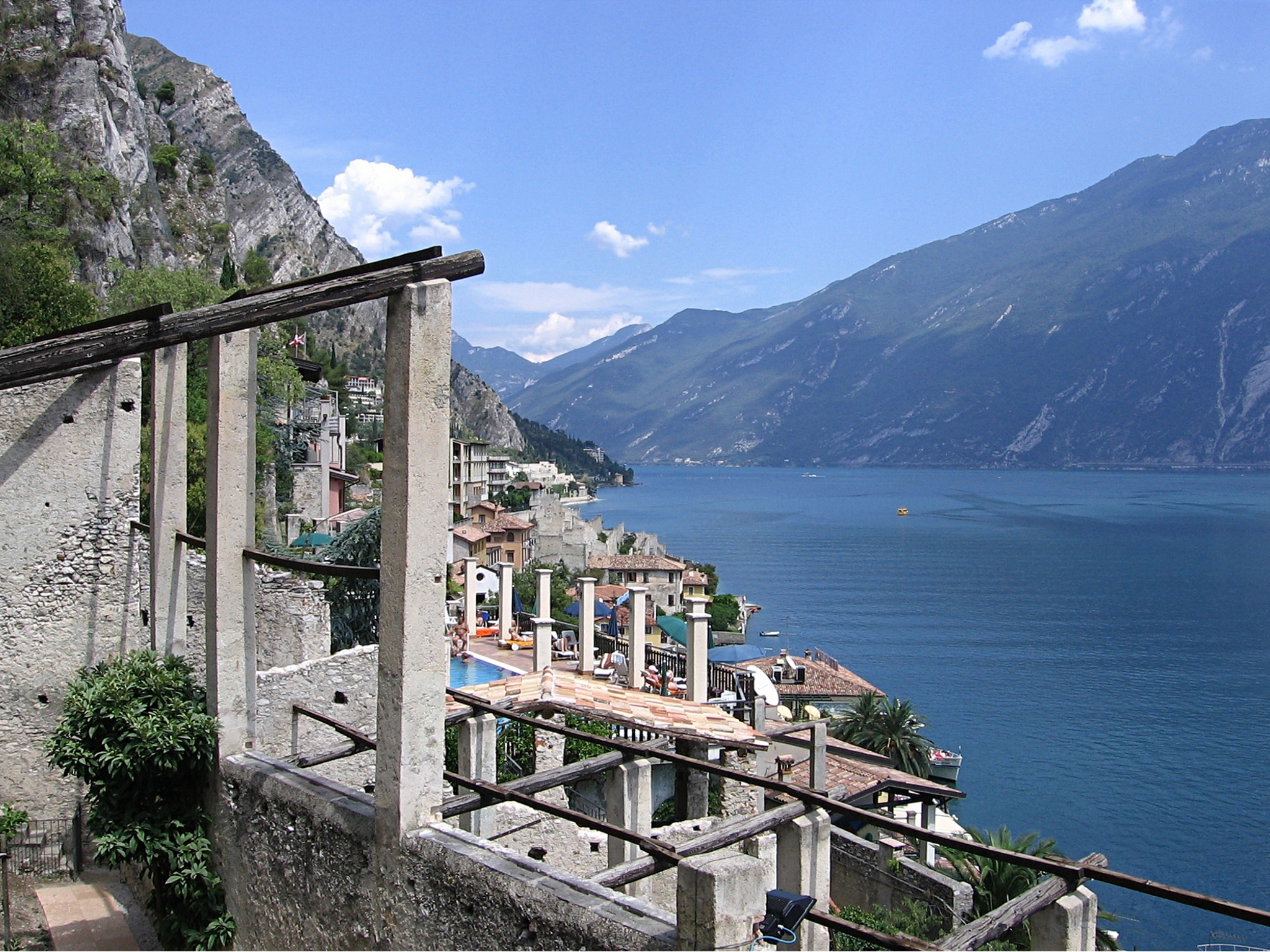
ليموني وبحيرة غاردا
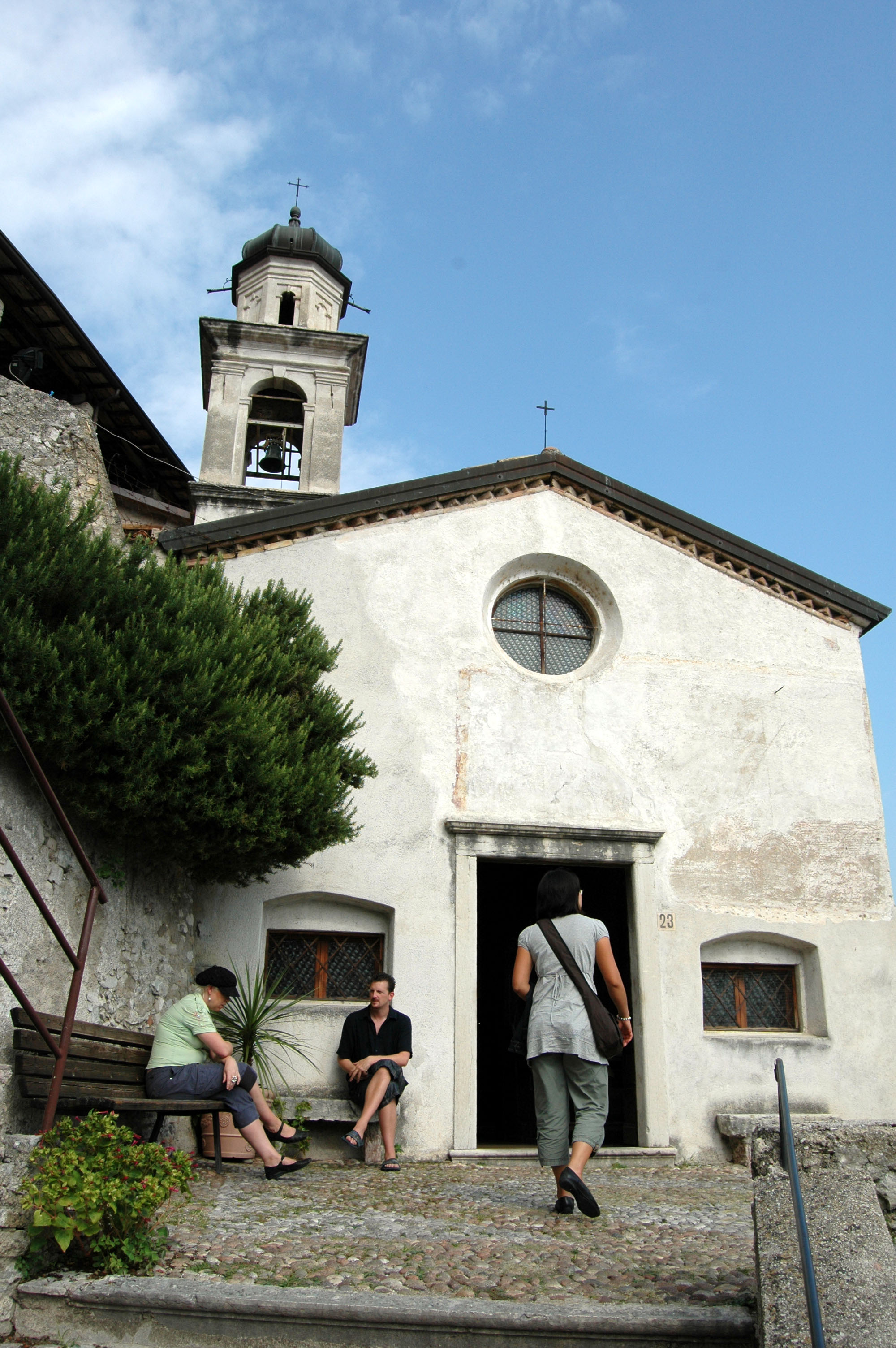
سان روكو
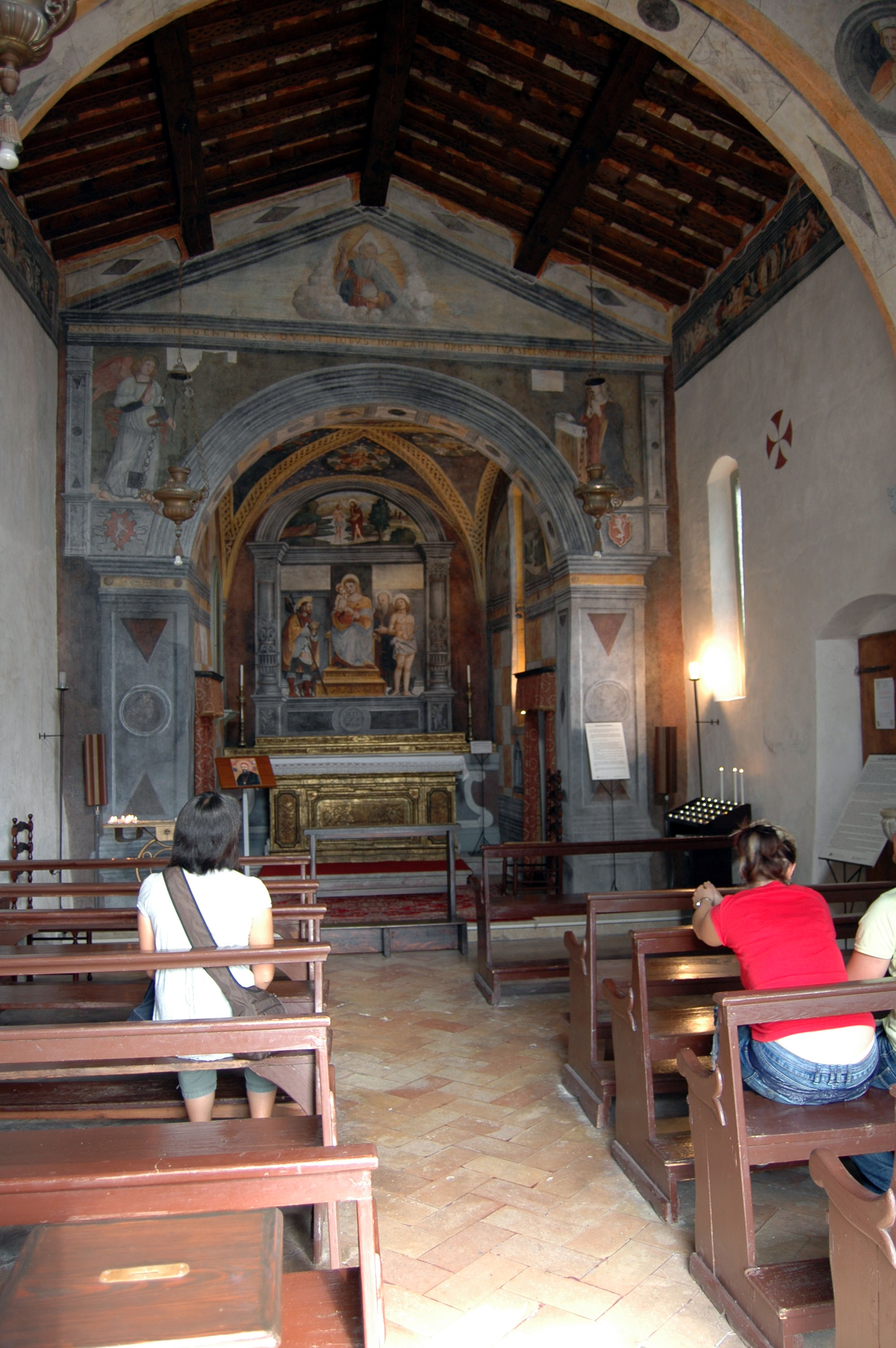
سان روكو
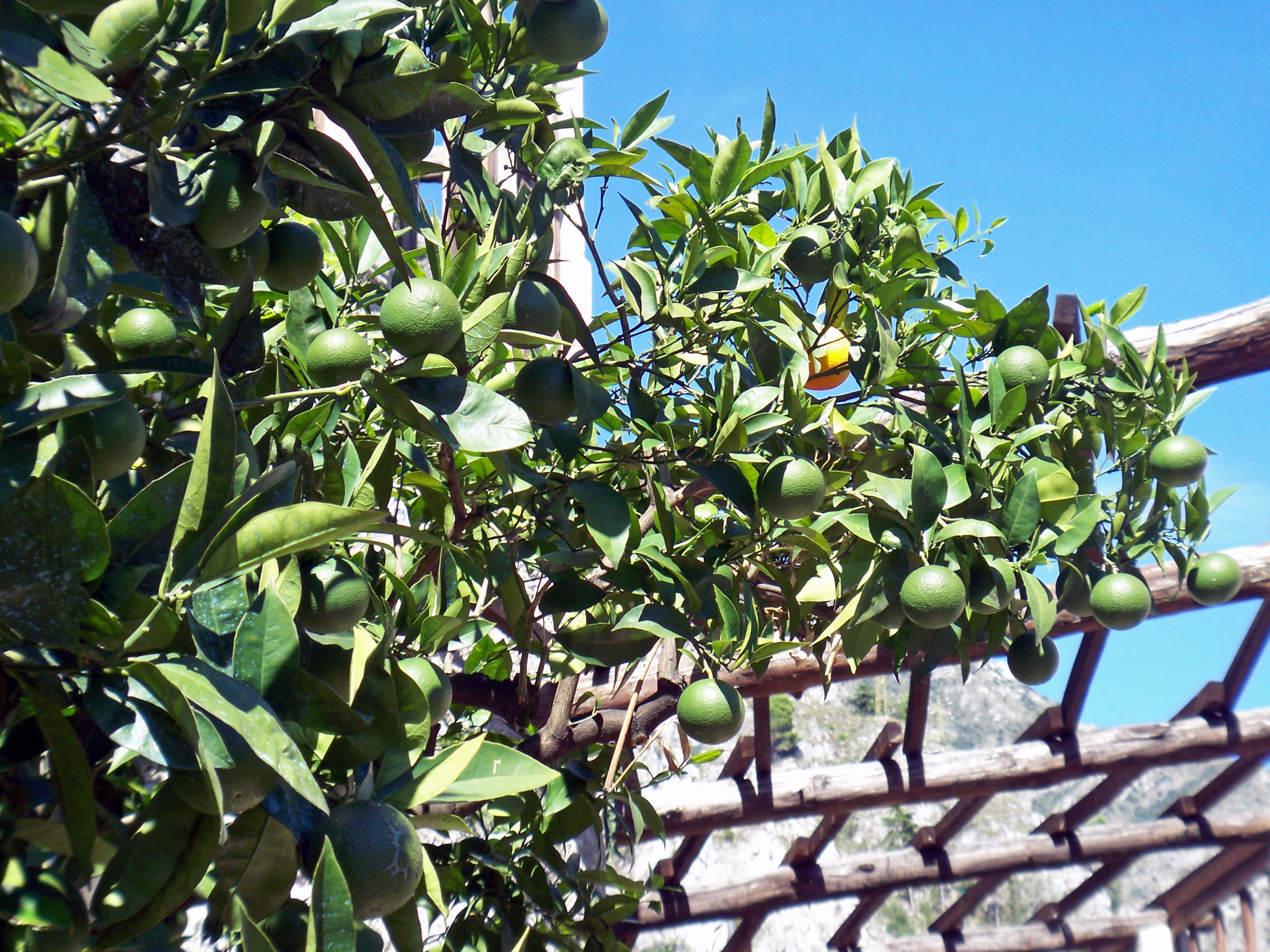
شجرة الليمون
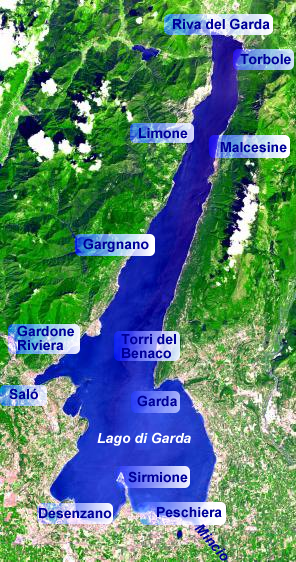
ليموني على الساحل الغربي لبحيرة غاردا

## اقرأ أيضًا
- بحيرة غاردا
- سيرميوني
- بيسكيرا دل غاردا
- غاردوني ريفييرا
- غاردا
- ريفا دل غاردا

مقاطعة بريشا